# Battaglia di Zama
La battaglia di Zama fu l'ultima battaglia della seconda guerra punica (218 a.C - 202 a.C.) e determinò il definitivo ridimensionamento di Cartagine quale potenza militare e politica del Mar Mediterraneo. Fu combattuta il 19 ottobre 202 a.C. fra truppe romane e cartaginesi nella località di Zama.

## Problemi di fonti
Ci restano due versioni della battaglia di Zama: una di Livio e Polibio, seguita dalla maggior parte degli storici moderni, l'altra di Appiano e Cassio Dione, meno attendibile e meno seguita, che però ha un suo sostenitore, il Saumagne. Le differenze tra le due versioni sollevano difficoltà di ordine topografico, strategico, tattico, numerico e cronologico. I testi antichi, anche quelli storici, mancano di obiettività e rigore: spesso le fonti degli storici erano opere epiche e letterarie che si basavano sulla fantasia; ma anche quando erano documenti scritti da generali, l'attendibilità era viziata dalla volontà del condottiero di costruirsi la gloria più sulla carta che sui campi di battaglia. Nei resoconti di Zama questi dubbi sono ad un livello tale che alcuni storici hanno supposto una lacuna nel testo storico (Veith) o un'alterazione dell'ordine dei movimenti nel corso della battaglia (De Sanctis). In questo resoconto si rimane fedeli alla tradizione e le ipotesi non ancora accettate dalla storiografia ufficiale sono solo citate.

## Antefatti

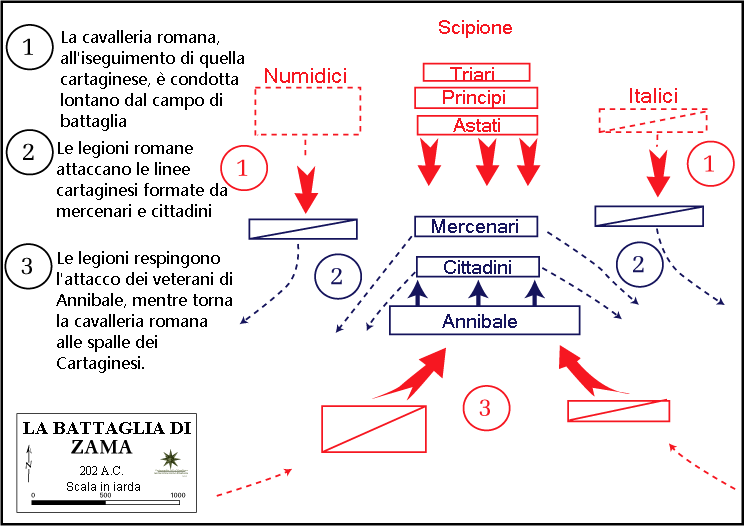
Schema della battaglia

Publio Cornelio Scipione sbarcò in Africa nel 204 a.C. e iniziò subito la campagna per costringere i Cartaginesi ad arrendersi. Affrontò in diverse battaglie i generali nemici sconfiggendoli tutti e perfezionando la tattica d'accerchiamento che ora riusciva a fare anche senza cavalleria. Il romano era riuscito a portare dalla sua parte anche un principe numida in esilio, Massinissa, appoggiandolo nella sua campagna per conquistare il trono, tenuto da Siface, alleato di Cartagine. Il giovane principe ricambiò il romano offrendo la sua preziosa cavalleria, che tanto aveva aiutato Annibale.
Dopo una serie di pesanti sconfitte, il sinedrio cartaginese decise di richiamare Annibale dall'Italia. Il Barcide toccò il suolo africano, dopo 33 anni, ad Hadrumetum (oggi Susa), 80 km più a sud nella Byzacena, dove la sua famiglia aveva dei possedimenti. Era il 203 a.C. Appena sbarcato con i suoi 15000 veterani, si diede a risistemare l'esercito, ricevendo reclute da Cartagine e i mercenari di Asdrubale Giscone e dal proprio fratello Magone Barca, (figlio minore terzogenito di Amilcare Barca) per prepararsi a combattere una battaglia che sapeva essere decisiva.
I Punici, sicuri della vittoria, rifiutarono il trattato di pace offerto da Scipione, che immediatamente si diede a devastare i territori dell'interno della Tunisia, mentre richiamava Massinissa e la sua cavalleria, impegnati a pacificare alcune zone del regno numida in rivolta.
Annibale, sollecitato ad agire dai suoi concittadini e per evitare che i due si incontrassero, marciò a tappe forzate verso l'interno senza però riuscire nel suo intento. Dopo aver cercato ancora una soluzione pacifica perché conscio dei limiti dei suoi uomini, fu costretto a combattere.

## Luoghi della battaglia

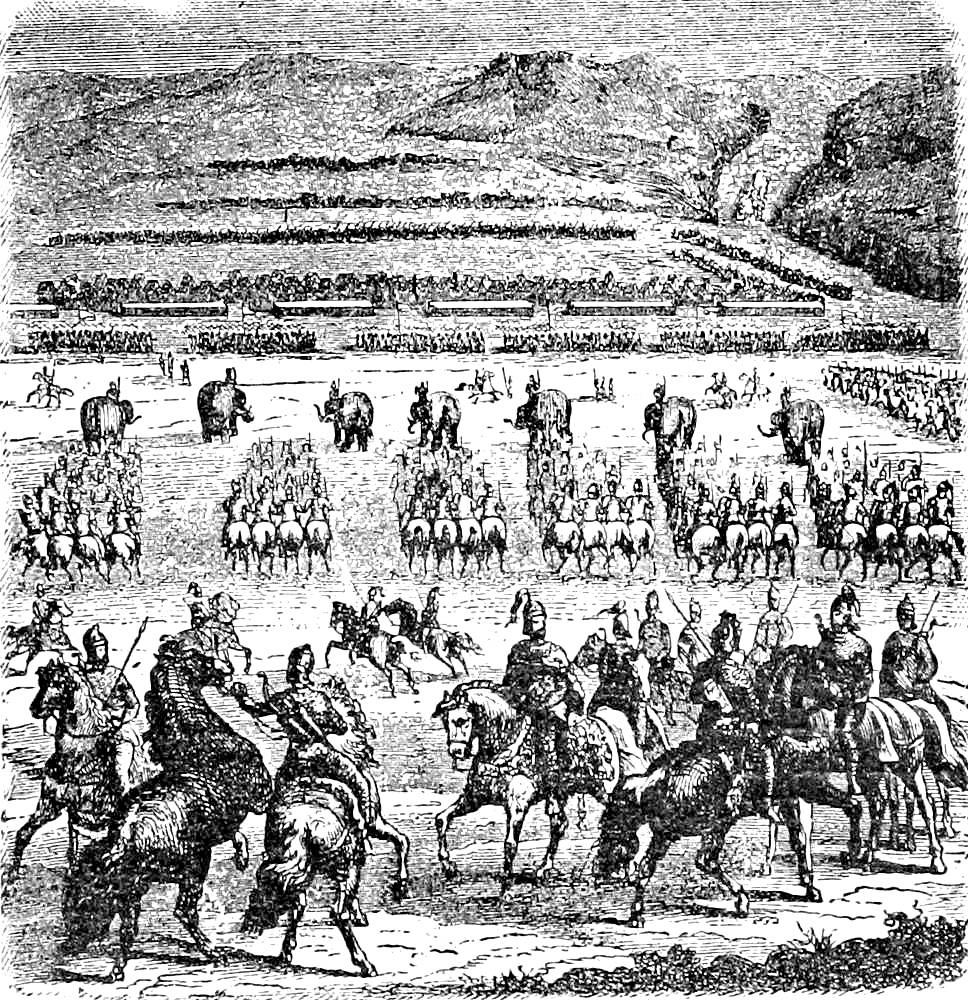
Battaglia di Zama

Il luogo della battaglia di Zama non è certo; è stata di recente collocata a Naraggara (per es. da De Sanctis) o a Margaron (da Veith); ma ciò significa solo sostituire un'incertezza a un'altra. Si riporta un testo tratto da Storia del mondo Romano, vol 1. di Howard H. Scullard:
"Nell'Africa settentrionale vi erano probabilmente due città chiamate Zama (una terza a Sidi Abd el Djedidi, a nord-ovest di Kairouan, non era forse chiamata Zama). Zama Regia era con ogni probabilità Seba Biar, ma questo insediamento può essere scomparso e la Zama dell'impero romano può essersi trovata nell'odierna Jama: vedi Scullard, Scipio (1970), pag. 271 segg. Una volta determinati approssimativamente i paraggi di Zama, i luoghi esatti sono meno importanti per le operazioni militari, dal momento che a Zama c'era evidentemente solo l'accampamento di Annibale, prima della sua avanzata finale a ovest verso il campo di battaglia. Dal canto suo, Scipione si accampò a Naraggara (Livio; Polibio indica Margaron, che è altrimenti sconosciuta), ma è impossibile individuare in quella zona un campo di battaglia adatto. Il luogo più probabile è quello proposto da Veith (Atlas, col. 40, Schlachtfelder, IV, p. 626 segg.) nella pianura di Draa-el-Meinan, a circa tredici chilometri da Le Kef, pressappoco a metà strada tra Naraggara e Zama (Seba Biar). Un sopralluogo ha corroborato in chi scrive la convinzione della plausibilità di questa collocazione, su basi geografiche oltre che letterarie. La maggior parte della letteratura sulla questione è vagliata criticamente da Veith, Schlachtfelder, III, pag. 599 segg. e IV, p. 626 segg., sebbene egli stranamente trascuri la valida versione data da De Sanctis, SR, III, 2, pp. 549 segg., 588 segg., che apparve prima che egli pubblicasse il suo quarto volume. Per la discussione di un'altra collocazione, proposta da F. H. Russell (Archeology, 1970, p. 122 segg.), vedi Scullard in Polis and Imperium, Stud. in Hon. of E. T. Salmon (a cura di J. A. S. Evans, 1974), p. 225 segg. (dove ho corretto il nome della collina su cui Scipione si accampò da Koudiat el Behaima a Koudiat Sidi Slima)."

## Forze in campo

### Romani
Guidati da Publio Cornelio Scipione l'Africano.
- Fanteria: 23000 Romani e Italici (citati da Appiano), 6000 Numidi (Liv., XXX, 29, 4; Pol., XV, 5, 12) e probabilmente 900 berberi (De Sanctis).
- Cavalleria: 1500 Romani e Italici (citati da Appiano), 4000 Numidi (Liv., XXX, 29, 4; Pol., XV, 5, 12), 600 Berberi (citati da Appiano).

### Cartaginesi
Guidati da Annibale Barca.
- Fanteria: 12000 mercenari tra Liguri, Celti, Baleari e Mauri (Pol., XV, 11, 1), 15000 Libici e Cartaginesi, 15000 veterani della campagna d'Italia e probabilmente anche 4000 macedoni (Liv., XXX, 26, 3).
- Cavalleria: 2000 Cartaginesi, 2000 Numidi.
- Elefanti: 80 (Liv., XXX, 33, 4) o un numero leggermente maggiore (Pol., XV, 11, 1).

## Schieramento

### Romani

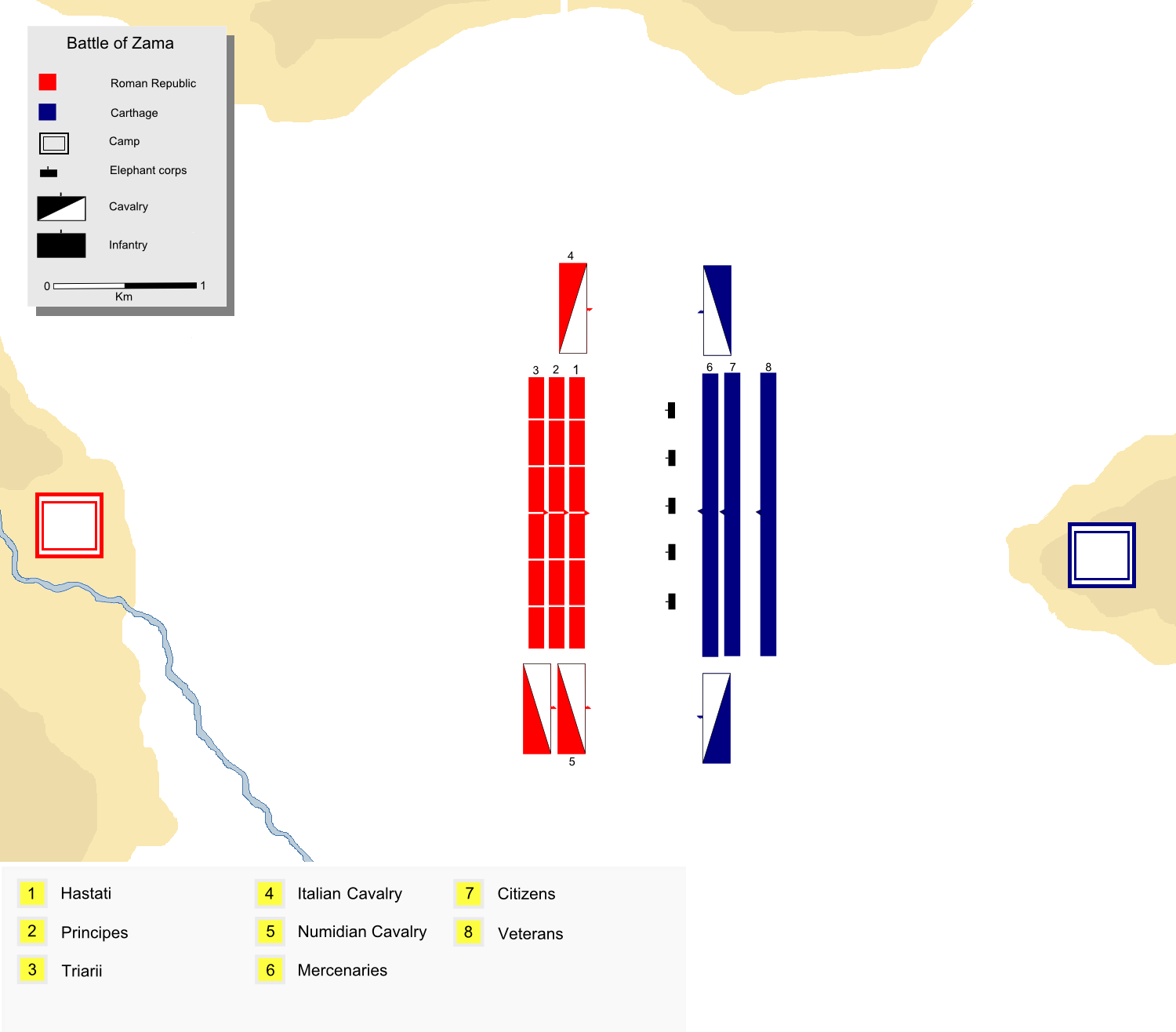
Disposizione iniziale delle forze contrapposte.

- Centro: le legioni, con in prima linea gli astati, dopo di questi i principi e infine i triari. Sia Livio che Polibio mettono però in evidenza il fatto che i manipoli non fossero schierati a scacchiera, come erano soliti fare i romani, ma che ogni manipolo di principi e triari fosse allineato perfettamente al corrispondente degli astati sul fronte dell'esercito, per permettere il passaggio degli elefanti senza troppi danni negli ampi spazi così liberati. Per evitare che il fronte così sistemato si presentasse debole, tra un manipolo e l'altro di astati furono sistemati i veliti, col preciso ordine di iniziare la battaglia e di ritirarsi dietro l'esercito lasciando liberi i corridoi verticali.
- Ala Sinistra: cavalleria italica guidata da Gaio Lelio (Pol., XV, 9, 8; Liv., 30, 33) e probabilmente anche i cavalieri berberi di Damacas.
- Ala Destra: cavalleria e fanteria numidica guidata da Massinissa (Pol., XV, 9, 8; Liv., 30, 33).

### Cartaginesi
- Centro: davanti a tutti si trovavano gli 80 o più elefanti, dietro questi la prima linea di fanteria formata dai mercenari; in seconda linea si trovavano i libici e i cartaginesi. Stando a Livio (XXX: 26, 3; 33, 5; 42, 4-5) anche forze inviate dalla Macedonia in aiuto dei punici guidate da Soprato; infine in terza linea, distanziati di uno stadio (Pol., XV, 11, 2), cioè circa 200 metri, i veterani della campagna italica di Annibale.
- Ala sinistra: cavalleria numidica
- Ala destra: cavalleria cartaginese

## Combattimento

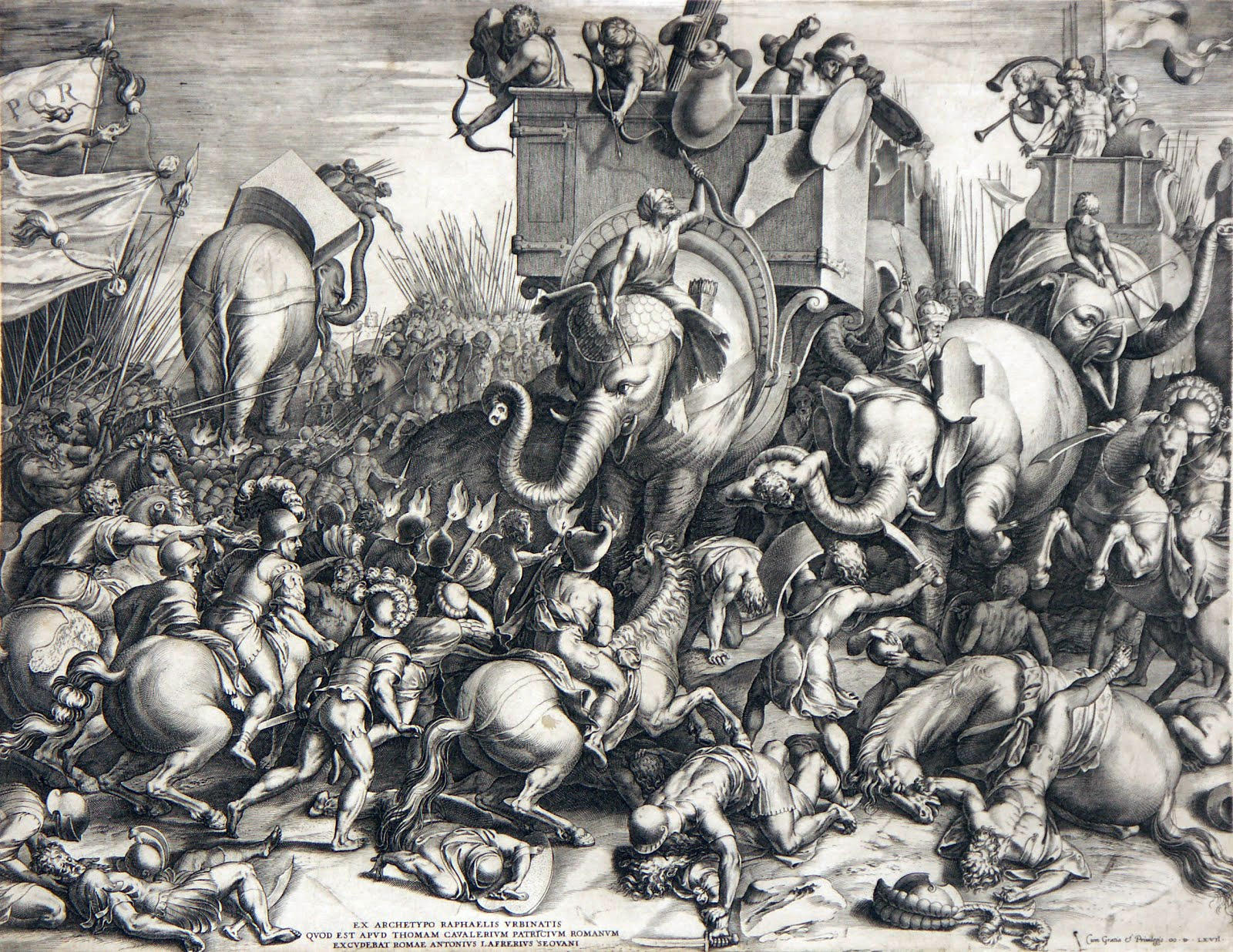
La battaglia di Zama - Cornelis Cort, 1567

Annibale lanciò la carica degli elefanti, ma ormai i romani avevano imparato come trattarli, spaventandoli con grida e suoni di trombe, questi imbizzarriti, fuggirono volgendosi contro la cavalleria numidica dell'ala sinistra cartaginese, causando caos e distruzione. Scipione ne approfittò mandando Massinissa, che era posto di fronte a questa, con i suoi cavalieri, a sbaragliare gli avversari diretti.

Capitò che qualche elefante si avventasse contro la fanteria romana, costringendo i veliti a bersagliarli con una pioggia di dardi. Inoltre i manipoli degli hastati romani crearono dei veri e propri "corridoi" per lasciar passare i grandi animali. Colpiti dai veliti, che si erano riparati dietro le file degli hastati, e dai principes, questi elefanti fuggirono addosso all'altra ala della cavalleria cartaginese.

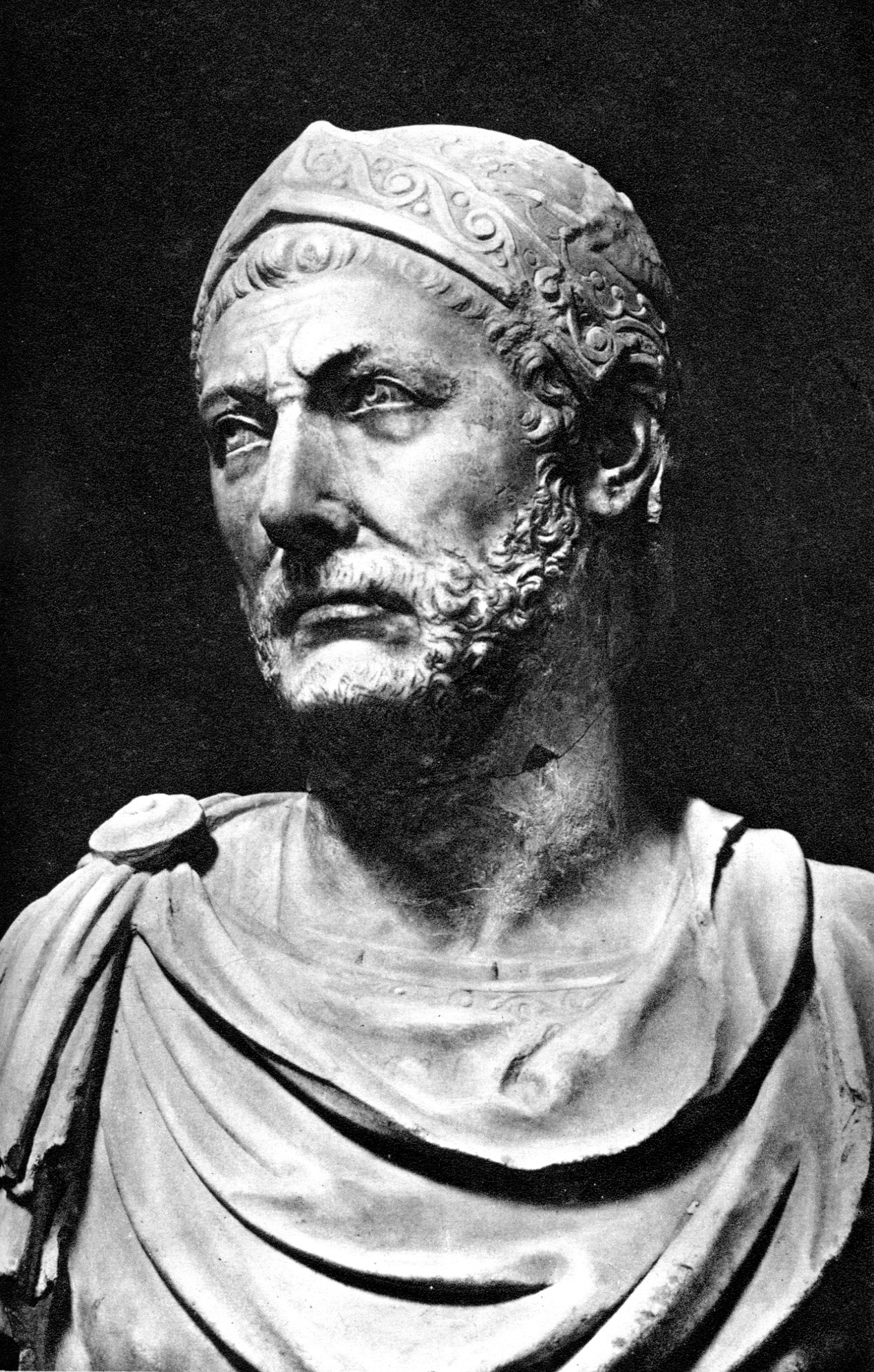
Annibale Barca

Anche qui, Lelio, al comando della cavalleria italica approfittò dell'occasione per chiudere la partita con i diretti avversari.

Tutta la cavalleria di Annibale fuggì inseguita da Massinissa e Lelio. Tuttavia è possibile che tale esito fosse premeditato dal generale Cartaginese. La cavalleria di Annibale, che aspettava rinforzi da Vermina, non era numerosa come quella romana, ed è possibile che il condottiero l'avesse utilizzata come esca, oltre che per spingere il nemico a credere ad una parziale vittoria, per allontanare quella romana nel tentativo di prevenire pericoli per la sua fanteria. Ad ogni modo, si giunse infine allo scontro fra le fanterie.
Le prime file di Annibale non ressero a lungo allo scontro con quelle Romane, e arretrarono fra le seconde file. 

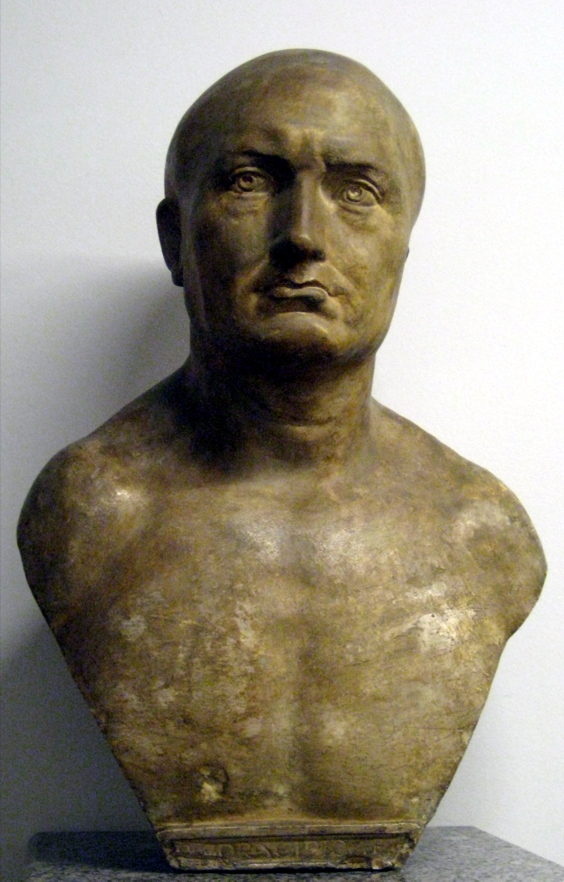
Publio Cornelio Scipione Africano

Gli astati romani ebbero la meglio sulla prima linea cartaginese (formata da mercenari), che iniziò ad arretrare. Ma la seconda linea (formata da punici) impedì loro la fuga e si accese uno scontro interno nello schieramento di Annibale.
Gli astati di Scipione erano affaticati, ma l'arrivo dei principi diede nuova linfa all'attacco romano che portò alla rotta della seconda linea punica. Scipione tentò di ripetere la manovra della battaglia dei Campi Magni e mosse le sue file di principi e triari sui fianchi per accerchiare le forze di Annibale. La manovra fallì parzialmente poiché i veterani che Annibale mantenne come riserva nella terza linea, lontana dalle prime due (probabilmente per contrastare una tale mossa), non consentirono ai Romani di circondare l'esercito cartaginese. Inoltre il terreno disseminato di cadaveri rese ancora più difficoltosa la manovra di Scipione, il quale fu costretto a far tornare indietro le seconde file per reggere l'urto dei Cartaginesi, senza più sufficiente spazio d'azione.
Un ulteriore problema derivò dal fatto che la tattica utilizzata da Scipione per evitare la carica degli elefanti si rivelò controproducente per contrastare le linee di fanteria cartaginese. I corridoi creati, infatti, non permettevano l'utilizzo corretto della tattica manipolare, che necessitava di una disposizione a scacchiera. Perciò, le prime fasi dello scontro pesarono direttamente sulle spalle degli hastati (secondo G. Brizzi, "Il guerriero, l'oplita e il legionario", può darsi che Annibale, schierando gli elefanti sul fronte del suo esercito, intendesse esattamente costringere Scipione a disporre i manipoli in colonna, invece che a scacchiera).
A questo punto la battaglia era diventata piuttosto ardua per la compagine romana. Pur avendo probabilmente subito perdite minori rispetto ai Punici, i combattimenti con le prime due linee cartaginesi avevano permesso ad Annibale di fiaccare i fanti romani, nonché di sfruttare nel migliore dei modi la superiorità numerica. Infatti, i ripiegamenti dei mercenari e dei cittadini punici, avevano permesso di coprire i fianchi ai veterani d'Italia, che erano ancora freschi e saldi al centro dello schieramento cartaginese.

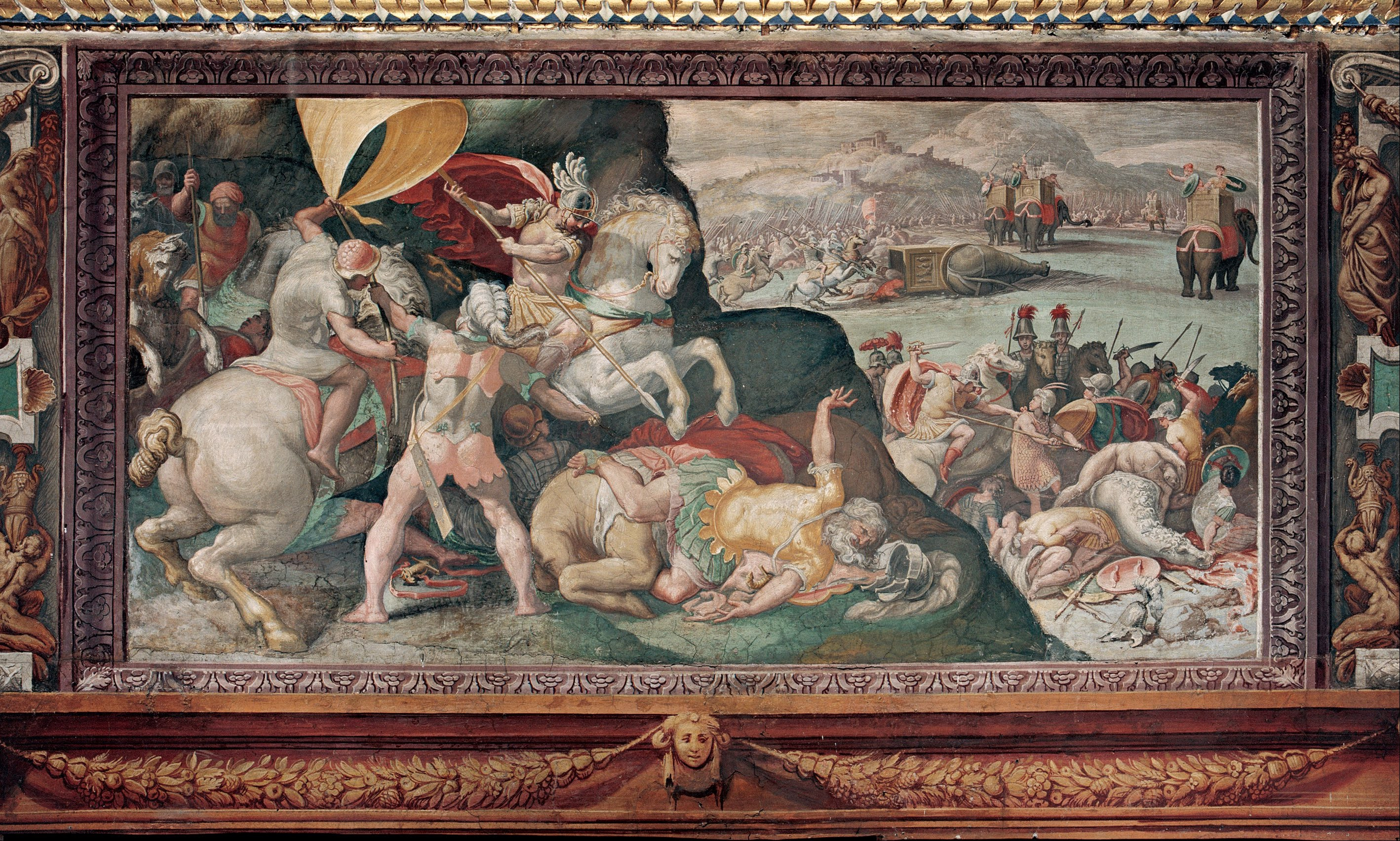
La battaglia di Zama nell'interpretazione di Roviale Spagnolo (oggi a Roma, Musei capitolini)

Per evitare un accerchiamento che gli si sarebbe rivelato fatale, Scipione estese il suo fronte, assottigliando i ranghi fino a coprire tutto il fronte punico. La battaglia era giunta ad una fase critica. Impossibilitati alla manovra e senza i reparti di cavalleria, allontanatisi nell'inseguimento di quelli Cartaginesi, i Romani si trovarono impegnati in uno scontro frontale contro forze superiori in numero e freschezza.
Definitivamente dispersa la cavalleria nemica, o forse richiamati da Scipione, Lelio e Massinissa tornarono con i loro cavalieri avventandosi alle spalle delle forze cartaginesi, creando scompiglio e massacrando il nemico. L'esercito cartaginese venne accerchiato e definitivamente annientato. Era la disfatta finale di Annibale e di Cartagine.
Quella tentata da Annibale fu una battaglia di attrito, l'unica che gli era consentita dalle forze che aveva a disposizione. Nel suo piano di battaglia i Romani sarebbero dovuti essere fiaccati dallo scontro con ben tre linee (elefanti, mercenari, reclute puniche) prima di arrivare al confronto decisivo con i veterani dell'ultima linea.
Fu un delicato equilibrio di forze e soprattutto di tempi, che Scipione fu in grado di sbilanciare a suo favore anche in virtù della voglia di riscatto delle legioni romane da lui addestrate dopo la sconfitta di Canne.
Tuttavia Annibale e alcune migliaia di Cartaginesi riuscirono a fuggire.
Fasi della battaglia

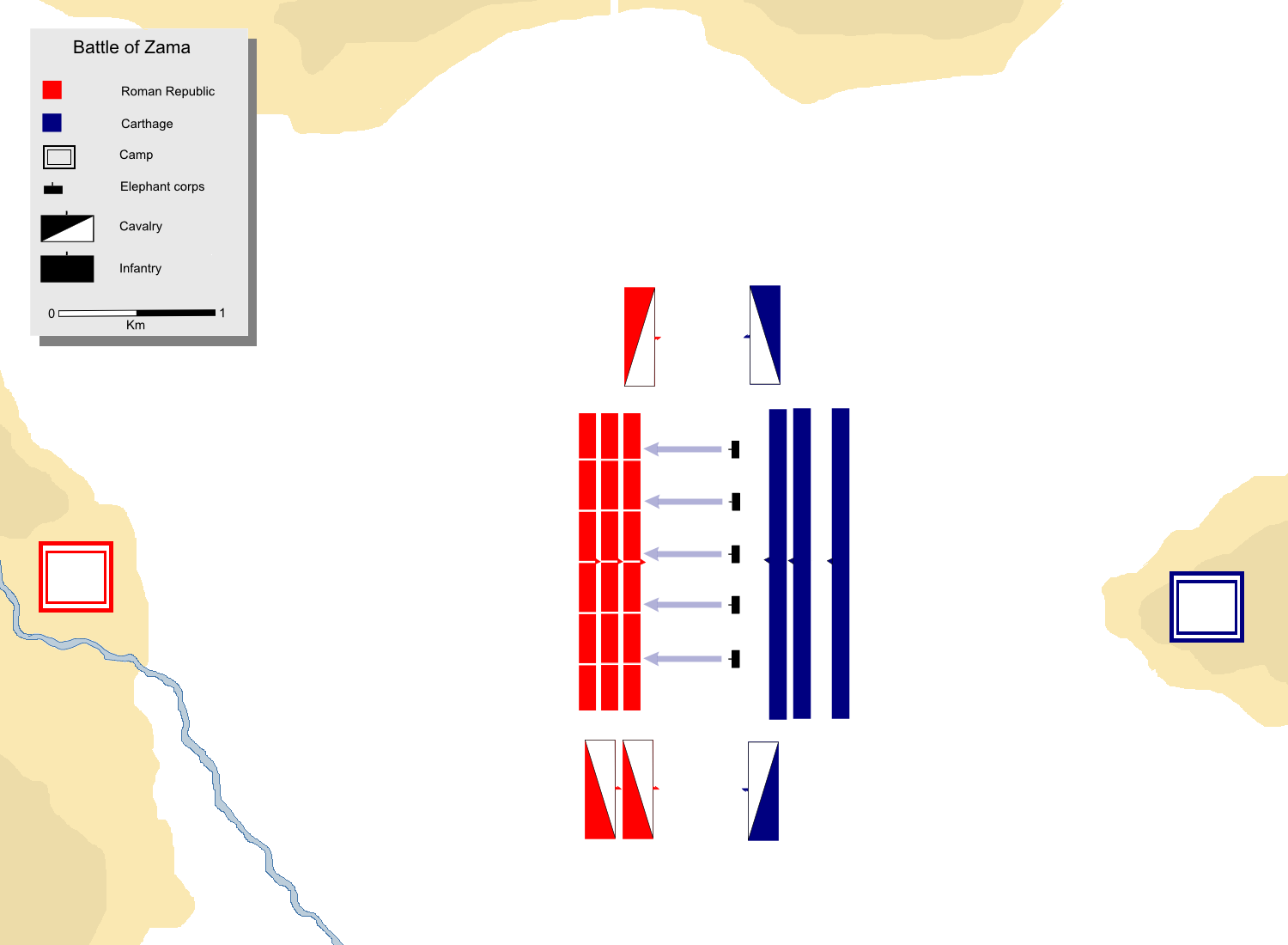
Fase 1: Annibale fa avanzare gli elefanti contro la linea dello schieramento della fanteria romana. Scipione ordina di suonare i corni per spaventare gli elefanti e disorientarli: molti di essi ripiegano sullo stesso schieramento cartaginese.
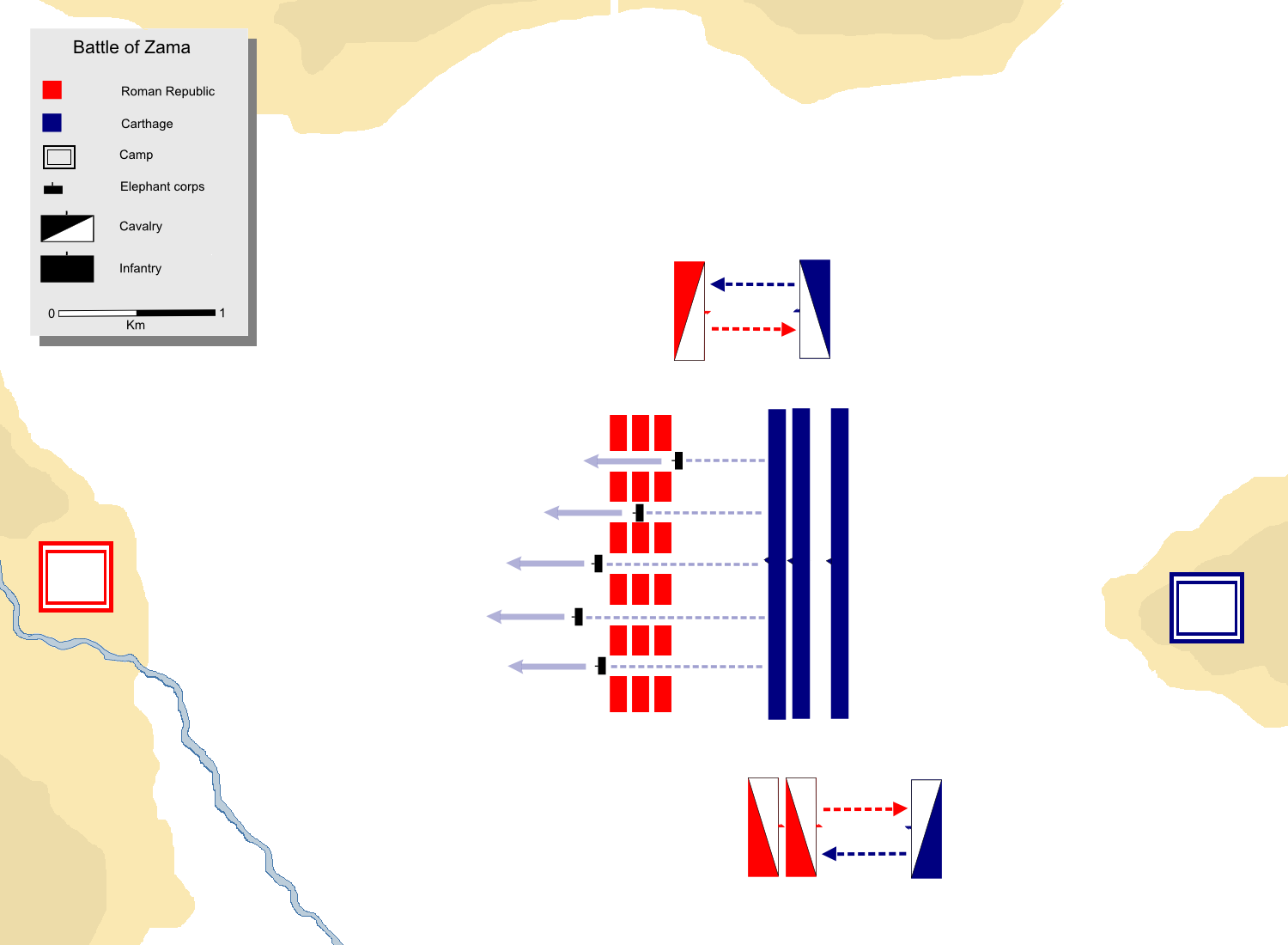
Fase 2: La cavalleria romana, posta sui fianchi della fanteria, attacca le rispettive cavallerie cartaginesi costringendole a indietreggiare. Nel frattempo, gli elefanti, giunti in prossimità della fanteria romana, vengono costretti a incanalarsi in appositi corridoi creati tra i vari reparti, al fine di atterrarli più facilmente, colpendoli ai fianchi.
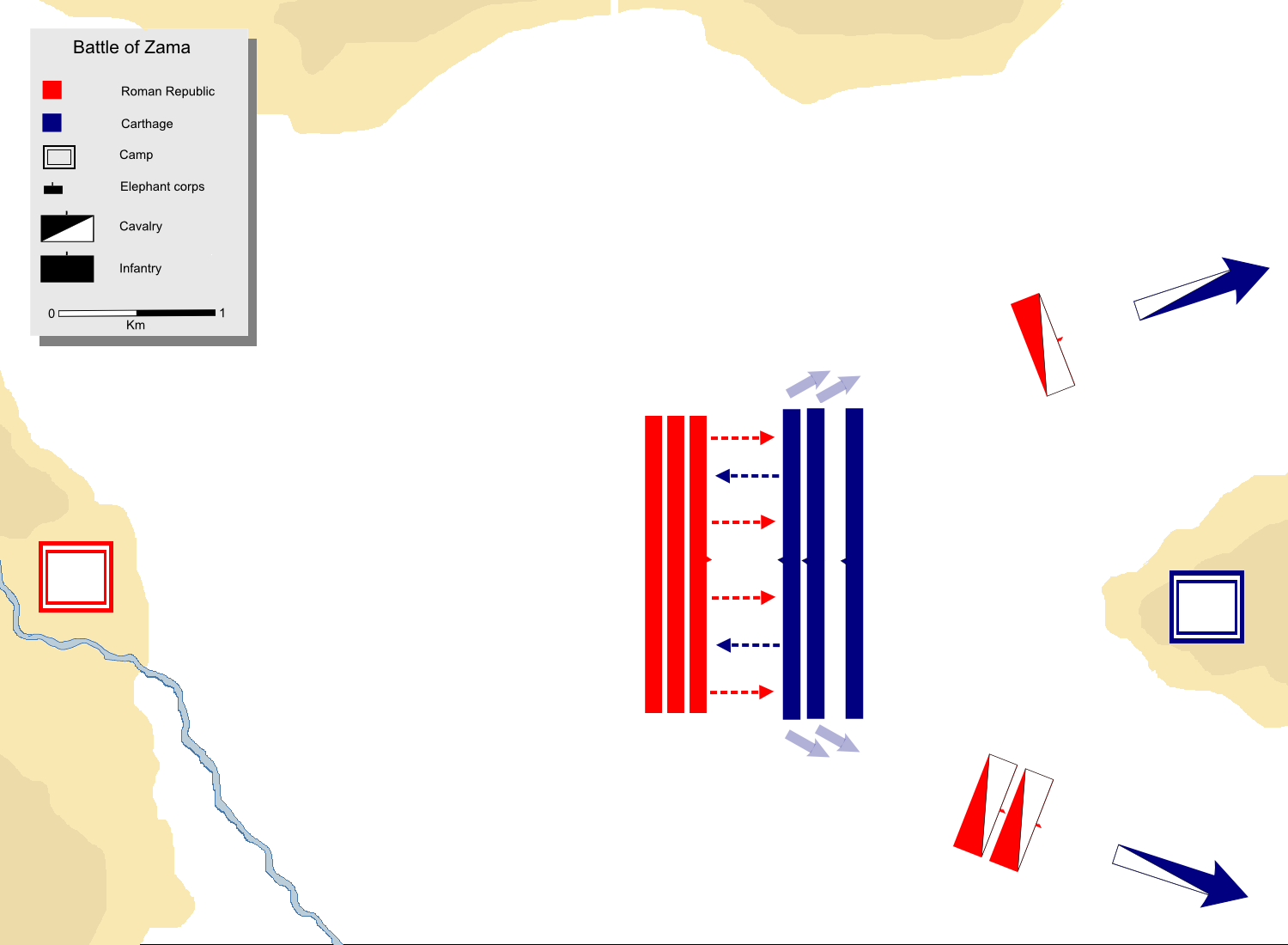
Fase 3: La cavalleria cartaginese è messa in fuga dalla pressione della cavalleria romana. La fanteria romana avanza su tutta la linea del proprio schieramento per ingaggiare lo scontro con quella cartaginese.
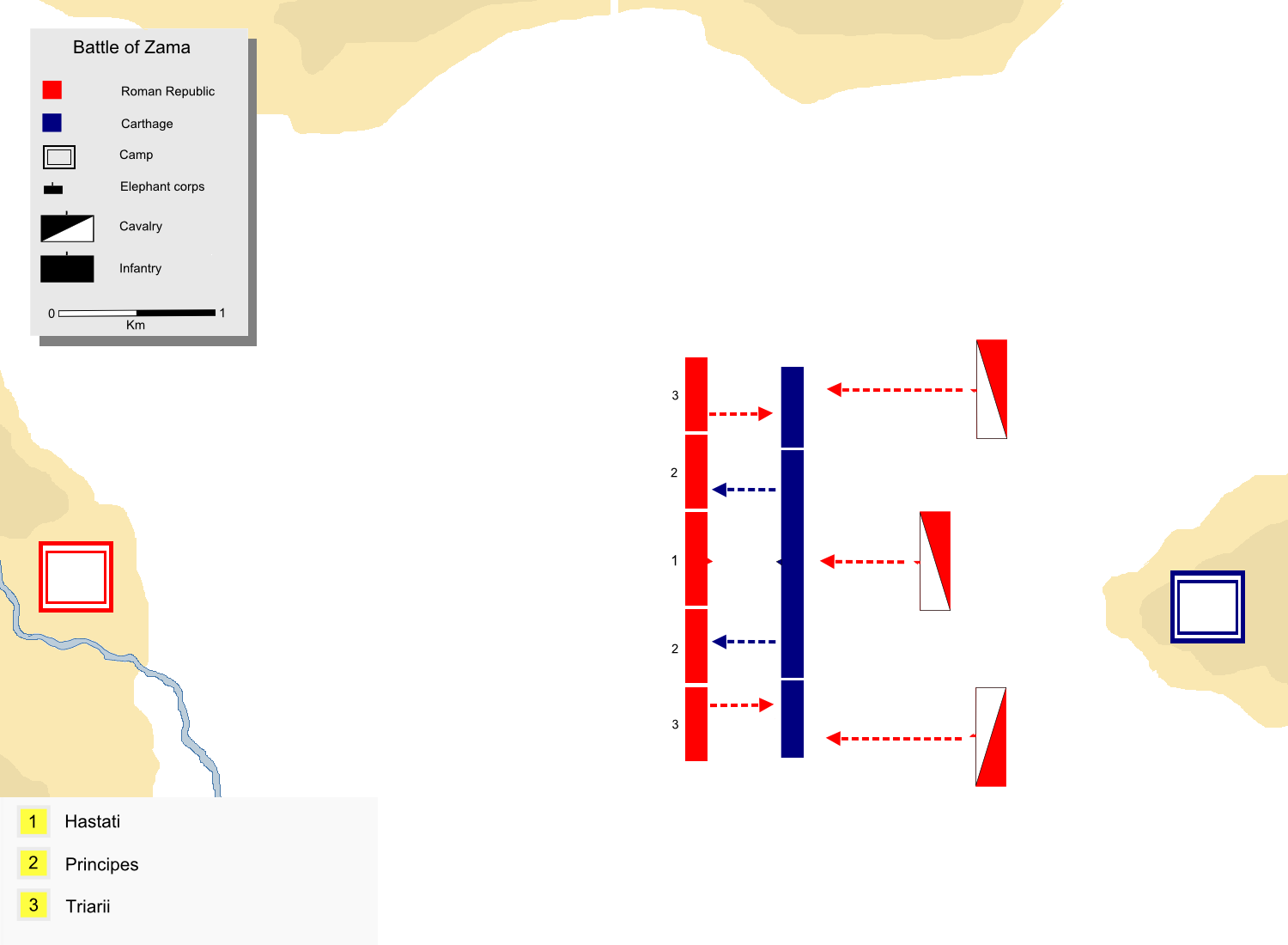
Fase 4: Il sopraggiungere della cavalleria romana alle spalle della fanteria cartaginese, già impegnata frontalmente da quella romana, determina l'esito della battaglia a favore dei Romani.

## Perdite
Perdite romane
- 1500 morti

Perdite puniche
- 24000 morti
- circa 10000 prigionieri

Bottino dei Romani
- 11 elefanti
- 132 insegne militari